# Міжнародні відносини Норвегії
Міжнаро́дні відно́сини Норве́гії — зовнішня політика Норвегії, її відносини з іншими державами.
Зовнішня політика та відносини з іншими країнами у Норвегії значною мірою обумовлюються її географічним положенням і залежністю від ринків збуту, які здебільшого знаходяться у Західній Європі. Норвегія — одна з країн-засновників НАТО, в якій займає особливе місце. 
Має спільний кордон із Росією та є давнім стратегічним партнером США в регіоні.
Норвегія — член ООН, Ради Європи, ОБСЄ, Європейської асоціації вільної торгівлі (ЄАВТ), через яку реалізує свої відносини з Євросоюзом, а також Північної Ради (ПР) і Ради Держав Балтійського моря (РДБМ).
Від 1 січня 1999 р. Норвегія головує в ОБСЄ. Від червня 1999 р. країна головує у впливовій регіональній організації — Раді держав Балтійського моря.

### Європейський Союз
Норвегія, на відміну Данії, Швеції та Фінляндії, що є традиційними партнерами з регіонального співробітництва, залишається поза Європейським Союзом. За результатами двох референдумів у 1972 та 1994 роках, населення країни висловилося проти приєднання до Євросоюзу. Норвежці не відчувають гострої економічної потреби приєднатися до ЄС і це виходить з аналізу доброї економічної ситуації в країні. Нинішній коаліційний уряд проводить політику «обмеженої» інтеґрації до ЄС.
Однак динамічні зміни в Європі змушують Норвегію шукати принципово нові підходи та форми партнерства з Євросоюзом, на країни якого сьогодні припадає близько 70 % товарообігу. Однією з найважливіших причин, що обумовлює необхідність подальшого зближення Норвеґії з ЄС, є значні зміни в оборонній доктрині ЄС у контексті розширення як самого Союзу, так і НАТО в східному і південному напрямках. Крім того, необхідність вирішення спільних проблем (охорона довкілля, інтернаціоналізація фінансової сфери, швидкі темпи розвитку інформаційних технологій тощо) також є важливим чинником, що істотно впливає на громадську думку і змушує поступово переглядати позиції щодо стратегії розвитку взаємовідносин Норвегії з ЄС.
За результатами останніх опитувань громадської думки, кількість прихильників приєднання до ЄС (54 % опитаних) вперше значно перевищила число його противників (40 %). Стортинґ, за ініціативою опозиційної більшості, ухвалив рішення щодо необхідності термінового обговорення з керівними органами ЄС таких питань: можливі шляхи поглиблення співпраці з ЄС в рамках виконання угоди про Європейський економічний простір(ЄЕП), монетарна політика ЄС у контексті можливої прив'язки норвезької крони до Євро, вдосконалення механізмів виконання Шенгенської угоди, стратегія розширення ЄС, зокрема, аспект «північного виміру» ЄС, оборонна доктрина ЄС, постачання енергоносіїв із Норвеґії до країн ЄС.
Варто відзначити, що за останні чотири роки Норвегія зробила реальні кроки у напрямку зближення з ЄС. Наприклад, більше двох тисяч законодавчих актів було приведено у відповідність до вимог ЄС. Наприкінці 1998 року з ЄС були укладені масштабна ветеринарна угода та новий варіант Шенгенської угоди, який, зокрема, дає можливість норвезьким громадянам від 1 січня 1999 року вільно пересуватися територією країн ЄС, а представникам уряду Норвегії брати участь у відповідних засіданнях Комісії ЄС.
Важливим аспектом нинішньої політики ЄС є французько-британська ініціатива щодо значного підвищення ролі ЄС у вирішенні питань загальної безпеки на європейському континенті в контексті розширення НАТО. Це, на думку Норвегії, може істотно вплинути на критерії її національної безпеки. Норвегія, яка є асоційованим членом Західноєвропейського Союзу і тісно співпрацює у військовій галузі зі США, буде вимушена певною мірою змінити пріоритетні напрямки своєї оборонної стратегії і шукати шляхи вирішення проблеми збереження статусу країни, яка має реальні механізми впливу на політику загальноєвропейської безпеки.

### НАТО
Норвегія на сьогодні продовжує відігравати активну роль у НАТО, зокрема, брати участь у відповідних миротворчих операціях. Керівництво країни вважає, що роль Норвегії в НАТО значно зросте в умовах розширення Альянсу і готове взяти на себе фінансові витрати для приведення збройних сил країн-кандидатів, перш за все держав Балтії, до стандартів НАТО. Норвегія виявляє зацікавленість у подальшому поглибленні взаємодії НАТО з Росією, водночас поступово нарощує свій військовий потенціал, оскільки вона знаходиться на стратегічній лінії поділу захід-схід.
У контексті відповідних рішень НАТО країна протягом тривалого часу виконувала свої зобов'язання в Боснії, де знаходилося близько 700 її військовослужбовців.
Норвезький парламент без будь-яких вагань схвалив пропозицію уряду щодо участі Норвегії у воєнних операціях НАТО на території Югославію. Отже, геополітичне положення Норвегії, її становище як частини європейського та атлантичного співробітництва, а також близькість до Росії вимагають особливих напрямків норвезької зовнішньої політики та політики безпеки, які країна проводить дуже успішно.

### Балтійське економічне кільце
Протягом останнього періоду Норвегія продовжує розвиток традиційних форм співпраці між країнами Північної Європи, зокрема, в напрямку підвищення стабільності і безпеки в реґіоні. При цьому великої уваги надоно проблемам інтенсифікації процесу інтеґрації країн Балтії до європейських структур. Зокрема, Норвегія активно підтримує ідею створення «Балтійського енергетичного кільця» — єдиної реґіональної електроенергетичної мережі з метою вирішення енергетичних проблем, що пов'язані, зокрема, із закриттям атомних електростанцій у Литві і Швеції.
Варто відзначити, що сьогодні значення Норвегії як провідного джерела постачання енерґоносіїв виходить далеко за межі реґіону Північної Європи. Наочним прикладом такого роду діяльності є нещодавнє завершення будівництва 840-кілометрового газопроводу, який з'єднав Норвегію з територією Франції. Прогнозується, що вже через декілька років Норвегія буде в змозі повністю забезпечувати потреби Франції в природному газі, звільнивши її від необхідності споживання російського газу.

### Норвегія та Україна
Відносини між Україною та Норвегією беруть свій початок із часів Київської Русі, яка підтримувала тісні зв'язки зі скандинавськими країнами. Так, наприклад, варяги брали участь у битвах Ярослава Мудрого зі Святополком Окаянним поблизу Любеча і на Альті, у битві під Ліственом із Мстиславом Чернігівським. Норвезький принц Гаральд Сміливий, був одружений із донькою Ярослава Мудрого Єлизаветою. Норвезький король Олаф Трюгвальсон знайшов підтримку при руському дворі. Із Русі був призваний норвежцями на престол Магнус Добрий. Русь і Норвегія підтримували тісні зв'язки. Добре озброєні, знали морську справу.
Сучасні українсько-норвезькі відносини почали розвиватися зі становленням України як незалежної держави. Уряд Норвеґії визнав незалежність України 24 грудня 1991 року, а вже в 1992 році було відкрито Посольство Королівства Норвегія в Україні. Посол України в Фінляндській Республіці І. В. Подолєв з 13 січня 1998 р. є Послом України в Норвегії за сумісництвом.
5 лютого 1992 р. Київ відвідала делеґація Норвегії на чолі з колишнім Міністром закордонних справ країни Т. Столтенбергом. Це був перший візит норвезької делеґації такого рівня в Україну. Під час візиту було підписано Протокол про встановлення дипломатичних відносин, який відкрив шлях для подальшої розбудови міждержавних відносин.
26 вересня 1995 р. у Нью-Йорку під час роботи ГА ООН відбулася робоча зустріч тодішнього Міністра закордонних справ України Г. Й. Удовенка з Міністром закордонних справ Норвегії Б. Т. Годалом, під час якої було висловлено обопільне зацікавлення у поглибленні двостороннього співробітництва.
У період від 25 до 28 травня 1999 р. відбувся офіційний візит в Україну делеґації Стортинґу Норвегії на чолі з Президентом (спікером) норвезького Парламенту пані Кірсті Колле Грьондаль. Окрім Голови Верховної Ради України членів норвезької парламентської делеґації прийняв Президент України Л. Д. Кучма, відбулися переговори з Прем'єр-міністром України В. П. Пустовойтенком. Норвезька делеґація відвідала також Полтаву.
Перспективними напрямками співробітництва з Норвегією є нафтова та газова промисловості, зокрема, спільне здійснення пошуково — розвідувальних робіт, у тому числі на шельфі Чорного та Азовського морів, видобування, транспортування та реалізація газу, нафти і нафтопродуктів, нафтохімічна промисловість, виробництво пластмас, мінеральних добрив, суднобудівництво (спорудження найсучасніших пасажирських круїзних лайнерів, танкерів, газовозів та судового обладнання).
У 1992 р. Стортинґ (парламент) Норвегії затвердив довгострокову Програму дій для країн Центральної та Східної Європи і країн колишнього СРСР, головною метою якої є сприяння здійсненню реформ у країнах із перехідною економікою. У рамках цієї програми Норвегія висловила готовність фінансувати економічні проекти України, які будуть добре обґрунтованими і матимуть потенційно значний ефект для промисловості обох країн, а також проекти гуманітарної чи економічної спрямованості. При цьому головною вимогою для надання фінансової підтримки є участь норвезьких компаній в реалізації конкретних проектів в Україні. Розробляються проекти у таких галузях, як охорона довкілля, розвиток сільського господарства, промислового сектору та сфери обслуговування, охорони здоров'я; видобуток нафти та газу на континентальному морському шельфі (Норшк Гідро, Статойл), телекомунікації (у лютому 1998 року створено українсько-норвезьке СП за участю дочірньої норвезької компанії «Теленор»), виробництво медичних препаратів (компанія «Нюкомед») Det Norske Veritas — класифікує судна і здійснює контроль за їх якістю.
Велика норвезька компанія «Квернер» разом із українським об'єднанням Південмаш", американськими і російськими підприємствами бере участь у проекті «Sea launch» (Морський старт), який передбачає комерційний запуск зі спеціального судна за допомогою української ракети «Зеніт». У червні 1995 року норвезький уряд зробив внесок у процес ліквідації ядерної зброї в Україні, надавши медикаменти і медичне обладнання на 3,5 мільйони НОК (500 тис. дол. США). Норшк Гідро вклала в розвиток виробництва міндобрив в Україні 50 млн дол. США.
Існують значні перспективи для розвитку співробітництва у військово-політичній галузі. Норвезька сторона висловлювала можливість співпраці з Україною в рамках програми НАТО «Партнерство заради миру», зокрема, в галузі підготовки військового персоналу для миротворчих сил ООН. У 1995 році представник Посольства за дорученням МЗС України брав участь у маневрах НАТО в Норвегії. Крім того, норвежці могли б передати свій військовий досвід у НАТО для підготовки відповідних підрозділів української армії, які, зокрема, беруть участь в операціях з підтримання миру в Боснії..
Маючи спільні кордони з Росією, Норвегія з власної волі прийняла ухвалу не розміщувати ядерної зброї та військових баз НАТО на своїй території. Норвегія попри протести Росії здійснює час від часу військове навчання збройних сил НАТО на своїй території і в своїх територіальних водах.
Норвегія вважає, що не НАТО поширюється на схід. Ініціатива належить новим незалежним державам. На прохання прийняти їх до НАТО остання відреагувала позитивно, запропонувавши кілька рівнів співробітництва. І цього не можна забувати. У Норвегії, як і в України, дуже хороші стосунки зі США. Норвежці не зв'язані обмеженнями і квотами ЄС. У відносинах між Україною і Норвегією немає розбіжностей або обставин, які б могли поставити їх під загрозу, оскільки тісний обмін інформацією та визначення напрямків планування спільних дій у рамках ПЗМ, допомоги з боку «старого» члена НАТО, яка має досвід переговорів та стосунків з Росією. З точки зору задоволення національних інтересів Норвегія є надійним партнером для України в міжнародних організаціях, де констатується повне взаєморозуміння і взаємопідтримка. Як флангові європейські країни (обидві межують з Росією), Україна і Норвегія зацікавлені у співробітництві в загальноєвропейських структурах різного рівня, а також практичних заходах щодо підтримання і збереження миру та стабільності на європейському континенті.
8-10 червня 1999 року відбувся візит Міністра оборони України О.Кузьмука до Норвегії, результатом якого стало підписання Угоди про співробітництво між двома країнами у військовій сфері.
Норвегія першою з країн Північної Європи офіційно заявила про підтримку України на виборах непостійних членів Ради Безпеки ООН на 2000—2001 роки.
Норвегія серйозно ставиться до співробітництва з Україною в галузі експортного контролю, має тверді наміри і далі надавати допомогу нашій країні на довгостроковій основі у створенні необхідної національної комп'ютерної системи контролю.
Співробітництво в екологічній галузі з європейськими країнами є надзвичайно важливим для Норвегії, котра постраждала від аварії на ЧАЕС і зазнає великих екологічних та матеріальних збитків внаслідок згубної екологічної політики росіян на Кольському півострові та у Баренцевому і Північному морях. Норвежці охоче підтримують виправдані, мотивовані програми, спрямовані на покращення європейської екології, і цим треба розумно скористатися. Необхідно активніше залучати їх до співробітництва в галузі ліквідації наслідків аварії на ЧАЕС, інших екологічних програм, важливих і потрібних в Україні.
Інтенсифікації українсько-норвезьких відносин сприяє також Центр Північних країн, який був заснований 29 травня 1999 року на факультеті міжнародних відносин Львівського національного університету імені Івана Франка (директор — Наталя Романівна Іваничук). Центр пропонує різноманітну літературу про північноєвропейський реґіон, відео- та аудіокасети тощо. Також на факультеті міжнародних відносин запроваджено вивчення норвезької мови.